# Ebbe Langberg
Ebbe Langberg (født 1. august 1933 i Sankt Markus sogn, Frederiksberg, død 3. februar 1989 i Hvidovre) var en dansk skuespiller, instruktør og teaterleder.
Han fik sin filmdebut som 13-årig i Ditte Menneskebarn (1946), og efter endt uddannelse hos Odense Teaters Elevskole i 1953, blev han tilknyttet adskillige teatre, så som ABC Teatret, Odense Teater, Riddersalen, Aalborg Teater, Cirkus Ib og Apollo Teatret.
Udover teater, medvirkede Langberg også i flere danske film, såsom Flintesønnerne (1956), Soldaterkammerater (1958), Charles' tante (1959), Soldaterkammerater på vagt (1960), Min kone fra Paris (1961), Peters baby (1961), Han, hun, Dirch og Dario (1962) og Frk. Nitouche (1963). Op gennem 1950'erne og 1960'erne medvirkede han i omkring 40 film, hvor han ofte spillede den kække og regelrette helt, der altid fik sin elskede til sidst. Han debuterede i 1963 som instruktør med filmen Peters landlov, ligesom at han instruerede flere afsnit af tv-serierne Ka' De li' østers? (1967) og Huset på Christianshavn.
Langberg var desuden chef for Aalborg Teater (1968-1973), Det Danske Teater (1973-1974), Strøghus Teatret (1980-1981) og Rialto Teatret (1981-89).
Langberg døde den 3. februar 1989 grundet komplikationer som følge af åbent mavesår og bughindebetændelse.

## Opvækst
Langberg blev født den 1. august 1933 i Sankt Markus Sogn på Frederiksberg, som søn af skuespiller Sigurd Langberg og skuespillerinde Karna Løwenstein-Jensen. Han havde også en lillebror, Jesper Langberg (1940-2019), og de voksede op på Goldschmidtsvej på Frederiksberg. Han var medlem af Solby Scenen, hvor han medvirkede i flere forestillinger og var med i radioens børnetimer, ligesom at han arrangerede revyer i familiens baghave for kvarteret Han fik sin filmdebut som 13-årig i dramaet Ditte Menneskebarn i 1946, hvor han spillede Dittes lillebror, Christian. Året efter, i 1947, medvirkede han i De pokkers unger i rollen som Arne. Langberg mistede i en alder af 20 år sin far, da faren fik hjertestop under en familietur i Dyrehaven i København i 1954, og Langberg blev herefter den primære forsørger for familien.

## Karriere
Efter to mislykkedes forsøg på at blive optaget på Det Kongelige Teaters elevskole, søgte Langberg i 1951 ind på Odense Teaters Elevskole, hvor han blev optaget. Efter endt uddannelse i 1953 blev han med hjælp fra sin gudfar, Ib Schønberg, tilknyttet revyen og cirkusset Cirkus Ib. Langberg medvirkede i denne periode i flere film, heriblandt Far til fire i byen (1956). Langbergs store gennembrud kom med filmen Flintesønnernei 1956, hvor han indtog rollen som den unge soldat Martin, der finder sin forlovede sammen med sin bror. Hans popularitet steg yderligere med filmen Soldaterkammerater i 1958, og han medvirkede efterfølgende i flere store danske filmsuccesser som Charles' tante(1959), Soldaterkammerater på vagt (1960), Min kone fra Paris (1961), Landsbylægen (1961), Peters baby (1961), Han, hun, Dirch og Dario (1962) og Frk. Nitouche (1963). I løbet af 1950'erne og 1960'erne medvirkede han i omkring 40 film, hvor han ofte spillede den kække og regelrette helt, der altid fik sin elskede til sidst.
Langberg debuterede som filminstruktør i 1963 med komedien Peters landlov, hvor han selv medvirkede i rollen som Sandy. Han fortsatte siden som instruktør på film som Pigen og millionæren (1965), Tre små piger (1966) og Det er så synd for farmand (1968). Han instruerede desuden krimiserien Ka' De li' østers? og de seks første afsnit af komedieserien Huset på Christianshavn.
Langberg blev direktør for Aalborg Teater i 1968 og blev der frem til 1973, hvorefter han overtog direktørposten hos Det Danske Teater i 1973. Han opsagde dog sit job i 1974, og flyttede efterfølgende til USA, hvor han startede et teaterforlag, der købte og solgte rettigheder til nye teaterstykker. Forlaget, der havde fokus på at sælge opsætninger til teatre i Skandinavien blev dog aldrig rigtig en succes, og han medvirkede i 1978 i sin første film i over ti år med krimithrilleren Skytten i rollen som kriminalassistent Høegh. I 1979 blev det besluttet af bestyrelsen for Den storkøbenhavnske Landsdelsscene at alle teaterleder-stillingerne skulle genbesættes, og muligheden for at søge stillingen som direktør for Strøghus Teatret i København opstod. Langberg boede og drev på tidspunktet sin forlagsvirksomhed fra Dallas, USA, men han ansøgte til jobbet og blev ansat, og han flyttede i 1979 tilbage til Danmark. Langberg var direktør for teatret indtil dets lukning i 1981, hvor han efterfølgende overtog ledelsen af det nyåbnede Rialto Teater på Frederiksberg. Med sine mange kontakter og store netværk fra sin tid i USA, bragte Langberg mange nye forestillinger til Rialto Teatret, heriblandt Drømmespinderen, Mercedes, Den enestående Dorothy Parker og Kalldewey, Farce.
Langberg var direktør for Rialto Teatret frem til sin død i 1989 og medvirkede i denne periode kun i enkelte teaterforestillinger såsom "Her går det godt" (1981) på ABC Teatret, hvor han spillede overfor sin egen bror, Jesper Langberg, og i en enkelt film, det britiske drama Pigen i gyngen (1988), hvilket også blev hans sidste medvirken.

## Privat
Langberg havde heterokromi i form af et blå/grønt højre øje og et brunt venstre øje.
Langberg værnede om sit privatliv, men til trods for dette, blev det alligevel udbredt kendt at han var homoseksuel.
Langberg blev i efteråret 1988 hasteindlagt på Frederiksberg Hospital og kort efter overflyttet til Hvidovre Hospital med åbent mavesår og alvorlig bughindebetændelse, som senere ledte til organsvigt. Efter at have ligget i respirator i flere uger, afgik Langberg ved døden d. 3. februar 1989, 55 år gammel, og han blev siden hen bisat på Frederiksberg Ældre Kirkegård. Grundet et kompliceret behandlingsforløb opstod der mistanke og rygter om at Langberg var syg af AIDS, men dette blev afkræftet af Langbergs lillebror, Jesper Langberg.

## Filmografi

### Skuespiller
- Ditte Menneskebarn - 1946
- De pokkers unger - 1947
- Vi som går stjernevejen - 1956
- Taxa K-1640 Efterlyses - 1956
- Far til fire i byen - 1956
- Flintesønnerne - 1956
- Tre piger fra Jylland - 1957
- Mig og min familie - 1957
- Det lille hotel - 1958
- Soldaterkammerater - 1958
- Styrmand Karlsen - 1958
- Ballade på Bullerborg - 1959
- Charles' tante - 1959
- De sjove år - 1959
- Soldaterkammerater rykker ud - 1959
- Soldaterkammerater på vagt - 1960
- Sømand i knibe - 1960
- Jetpiloter - 1961
- Komtessen - 1961
- Landsbylægen - 1961
- Min kone fra Paris - 1961
- Peters baby - 1961
- Soldaterkammerater på efterårsmanøvre - 1961
- Sorte Shara - 1961
- Det stod i avisen - 1962
- Drømmen om det hvide slot - 1962
- Han, hun, Dirch og Dario - 1962
- Den kære familie - 1962
- Oskar - 1962
- Den rige enke - 1962
- Soldaterkammerater på sjov - 1962
- Frøken Nitouche - 1963
- Peters landlov - 1963
- Vi har det jo dejligt - 1963
- Don Olsen kommer til byen - 1964
- Majorens oppasser - 1964
- Mord for åbent tæppe - 1964
- Når enden er go' - 1964
- En ven i bolignøden - 1965
- Jeg - en elsker - 1966
- Det er så synd for farmand - 1968
- Skytten - 1977
- En by i provinsen - Episode 5:17, 1977
- En by i provinsen - Et barn savnes , 1978

### Instruktør
- Peters landlov (1963)
- Mord for åbent tæppe (1964)
- Pigen og millionæren (1965)
- Tre små piger (1966)
- Det er ikke appelsiner - det er heste (1967)
- Ka' De li' østers? (1967)
- Huset på Christianshavn (1970)
- Kassen stemmer (1976)